# Liste der Kulturdenkmäler in Watzerath
In der Liste der Kulturdenkmäler in Watzerath sind alle Kulturdenkmäler der rheinland-pfälzischen Ortsgemeinde Watzerath aufgeführt. Grundlage ist die Denkmalliste des Landes Rheinland-Pfalz (Stand: 27. Juni 2022).

## Einzeldenkmäler
| Bezeichnung                               | Lage                                | Baujahr | Beschreibung                                                                     | Bild                                    |
| ----------------------------------------- | ----------------------------------- | ------- | -------------------------------------------------------------------------------- | --------------------------------------- |
| Katholische Filialkirche St. Bartholomäus | Dorfstraße 1 Lage                   | 1855    | nachbarocker Saalbau, 1855, Architekt Johann Wirtz, Bleialf                      | weitere Bilder Fotos hochladen          |
| Wegekreuz                                 | Dorfstraße, gegenüber Nr. 14 Lage   | 1757    | spätbarocker Kreuzigungsbildstock, sogenannter Sefferner Typ, eventuell von 1757 | Fotos hochladen                         |
| Quereinhaus                               | Dorfstraße 16 Lage                  | 1792    | siebenachsiger Wohnteil mit Flurküche eines Quereinhauses, bezeichnet 1792       | BW                                      |
| Wegekreuz                                 | Schloßheckerstraße, bei Nr. 11 Lage | 1817    | Sockelkreuz mit Figurennischen, Schiefer, bezeichnet 1817                        | BW                                      |
| Wegekreuz                                 | nordwestlich des Ortes an der L 18  |         | kleines Balkenkreuz, Lavatuff, undatierbar                                       | Direkt Bild zu diesem Denkmal hochladen |